# Clement Spapen
Clementius Herman Maria „Clement” Spapen (ur. 22 listopada 1906 w Antwerpii, zm. ?) – belgijski zapaśnik. Srebrny medalista olimpijski z Amsterdamu.
Zawody w 1928 były jego jedynymi igrzyskami olimpijskimi. Walczył w stylu wolnym, zdobywając srebro w wadze koguciej, poniżej 56 kilogramów.